# Amparo Reyes
Amparo Reyes Martínez (Valencia, 11 de mayo de 1909 – Madrid, 3 de agosto de 1989) fue una actriz, profesora y directora de teatro española.

## Trayectoria
Hija de Miguel Reyes y Matilde Martínez, ambos aficionados al teatro, tuvo dos hermanos, Rafael y Mª Carmen. Atendió a la escuela normal de maestras de Valencia donde cursó durante cuatro años la carrera de magisterio. El almacén de maderas que su familia tenía en Valencia tuvo que cerrar después de la crisis de 1929 y se trasladaron a Madrid. Reyes se matriculó en el Conservatorio de Música y Declamación (posteriormente renombrado como Real Conservatorio Superior de Música de Madrid) donde conoció al que sería su marido, el escritor Eusebio García Luengo y a su profesora, la ilustre actriz Anita Martos, que la convirtió en una de sus alumnas favoritas. Mientras realizaba los cursos del conservatorio, hizo el meritoriaje con la compañía de Josefina Díaz González y de Margarita Xirgú. Terminó la carrera en el conservatorio y también completó la carrera de piano. En 1932, recibió el premio Lucrecia Arana del Conservatorio. Se casó con Eusebio el 14 de mayo de 1934 en Madrid en la Parroquia de Nuestra Señora de los Ángeles y tuvo cuatro hijos: María del Carmen (1935), Sergio (1937), María Graciela (1941) y Alejandro (1949).
Reyes fue la primera actriz del teatro de cámara TEA (Teatro Escuela del Arte) en el Teatro María Guerrero, dirigida por el escritor Cipriano Rivas Cherif, cuñado de Manuel Azaña, con la que representó Electra de Benito Pérez Galdós, Antes del desayuno del dramaturgo estadounidense Eugene O'Neill, Los siete ahorcados del escritor ruso Leonid Andreyev o Fuenteovejuna del dramaturgo Lope de Vega. En 1936, aprobó el Cursillo de selección para ingreso en el Cuerpo del Magisterio Nacional Primario y se trasladó a Valencia para ejercer de maestra en un pueblo cercano a la ciudad donde permaneció durante la Guerra civil. Su marido permaneció en Madrid, movilizado por el Gobierno de la República. Una vez acabada la guerra, se privó de los derechos adquiridos a los profesores que habían accedido mediante esa selección a las aulas, por lo que Reyes volvió con su familia a Madrid y dirigió su carrera profesional hacia el teatro.
A comienzos de la temporada 1940-41, Felipe Lluch Garín (1906-1941) —que había sido colaborador de Rivas Cherif en el TEA— fue nombrado director del Teatro Español, constituido como Teatro Nacional. En la compañía titular figuraban algunos relevantes compañeros de la etapa republicana como los actores José Franco y Jacinto San Emeterio, las actrices Carmen Bonet y la propia Amparo Reyes o el escenógrafo Emilio Burgos. Reyes fue la primera actriz de los teatros Español y Lara. Después, fundó su propia compañía y actuó en los principales teatros de las capitales de provincias de toda España. También formó parte del Teatro Cómico, bajo las órdenes de Rivas Cherif, además de actuar con otras compañías.   
En 1947, Reyes dirigió su primera obra El caballero de Olmedo de Lope de Vega, como producción de la compañía de teatro fundada con su marido, el Teatro Proel. Opositó y sacó la primera plaza para profesora de declamación en el Conservatorio de Málaga en 1949. En 1950, sacó una plaza para profesora de interpretación en Valencia y, el mismo año, empezó a trabajar en Radio Nacional. Dirigió cuadros de actores en RNE de Madrid y Valencia, en Radio Madrid y en Radio Intercontinental. En 1951, pidió la baja en RNE de Valencia para trasladarse a Madrid.
Su dedicación docente como profesora de declamación e interpretación no le hizo dejar los escenarios ya que, en 1950, estrenó La casa de Bernarda Alba de Federico García Lorca en Madrid. En 1952, consiguió una de las dos plazas en Madrid para cátedra de interpretación y desde entonces se afincó en la capital de España. Se dedicó a su profesión docente y dirigió numerosas obras de los alumnos de la RESAD. Paralelamente, dirigió la Compañía de teatro de cámara y ensayo de Ricardo Calvo con la que estrenó varias obras. En 1975, fue nombrada directora de la Real Escuela Superior de Arte Dramático (RESAD), tras la renuncia de Francisco García Pavón, y se mantuvo en el cargo hasta septiembre de 1976, que pasó a manos de Rafael Pérez Sierra.